# Cecil Hotel
Lo Stay on Main (precedentemente noto come Cecil Hotel o informalmente come The Cecil) è un albergo situato nel centro di Los Angeles, aperto nel 1927. Dispone di circa 700 camere.

## Storia
Il Cecil è stato costruito nel 1924 da tre albergatori William Banks Hanner, Charles L. Dix e Robert H. Schops. Progettato da Loy Lester Smith in stile Beaux Arts e costruito da WW Paden, è costato circa 1,5 milioni di dollari.
I tre albergatori investirono con fiducia circa 2,5 milioni di dollari nell'impresa, pur sapendo che diversi hotel simili erano stati stabiliti nelle vicinanze, ma solo dopo cinque anni dalla sua apertura gli Stati Uniti d'America sprofondarono nella Grande depressione. Sebbene l'hotel sia fiorito come destinazione alla moda per tutti gli anni '50, i decenni successivi videro il declino dell'hotel, poiché l'area vicina nota come Skid Row divenne sempre più popolata da senzatetto. Fino a 10000 persone senza fissa dimora vivevano in un raggio di quattro miglia. Negli anni cinquanta l'hotel si era guadagnato la reputazione di residenza per viaggiatori di passaggio.
Nel 2007, una parte dell'hotel è stata ristrutturata dopo che sono subentrati i nuovi proprietari. Nel 2011, il Cecil Hotel è stato rinominato "Stay on Main".
Nel 2014, l'hotel è stato venduto all'albergatore di New York Richard Born per 30 milioni di dollari, dopo di che un'altra società con sede a New York, la Simon Baron Development, ha acquisito un contratto di locazione per 99 anni sulla proprietà. Nel 2016 Matt Baron, presidente della Simon Baron, ha affermato di essere impegnato nella conservazione di componenti architettonicamente o storicamente significativi dell'edificio, come la grande hall dell'hotel, e che con la sua azienda aveva pianificato di riqualificare completamente gli interni. Il completamento del progetto è previsto per il 2021.
Nel febbraio 2017, il Consiglio comunale di Los Angeles ha votato per ritenere il Cecil un monumento storico-culturale della città.

## Criminalità

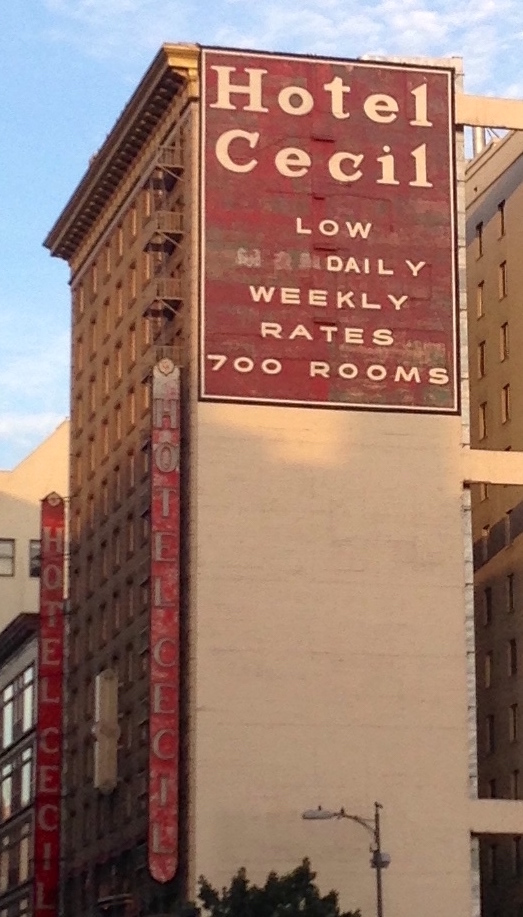
Fuori dal Cecil Hotel nel 2013

Con il declino economico e sociale dell'area in cui si trova l'Hotel Cecil, i suicidi e altre morti violente nei locali divennero sempre più frequenti. Il primo suicidio documentato al Cecil fu registrato nel 1931, quando un ospite di nome WK Norton morì nella sua stanza dopo aver assunto delle capsule contenenti veleno. Durante gli anni Quaranta e Cinquanta si verificarono altri suicidi e negli anni '60, i residenti dell'area iniziarono a chiamare il Cecil "The Suicide".
Oltre ai suicidi, la storia del Cecil include altri tipi di violenza e avvenimenti inquietanti. Divenne anche un noto punto di ritrovo per coppie adultere, attività di droga e un terreno comune per le prostitute.
Nel 2015, durante una ricerca sul Cecil Hotel per un articolo per KCET, il ricercatore Hadley Meares ha affermato che nel 1947, 
Elizabeth Short, soprannominata dai media la "Dalia Nera", fosse stata avvistata bere al bar del Cecil nei giorni precedenti al suo famigerato, e fino ad oggi irrisolto, omicidio. Tuttavia, questa affermazione sembra essere nient'altro che la rivisitazione di una menzogna a lungo dimenticata apparsa per la prima volta in un articolo del 1995 scritto dal giornalista Steve Harvey del Los Angeles Times. Senza verificare quanto stava affermando, Harvey aveva citato Ken Schessler, autore del libro This is Hollywood, dicendo: "L'11 gennaio 1947, appena tre giorni prima che fosse uccisa, la Dalia Nera fu vista al bar del Cecil Hotel con una ragazza e due marinai". Schessler ha poi aggiunto: "In effetti, l'hotel e i bar nello stesso isolato, incluso il Dugout accanto, erano alcuni dei ritrovi preferiti di Elizabeth Short durante la settimana prima che fosse uccisa." L'affermazione di Schessler è stata facilmente smentita. Secondo i registri della polizia di Los Angeles, la Short è stata vista viva per l'ultima volta al Millennium Biltmore Hotel il 9 gennaio e non è stata più vista fino a quando il suo corpo è stato scoperto in un campo il 15 gennaio. Non esistono inoltre prove che Elizabeth Short sia mai stata in vita sua al Cecil Hotel.
Nel 1964 Goldie Osgood, nota come Pigeon Lady, una cliente di lunga data dell'hotel, venne trovata morta nella sua stanza. Era stata violentata, accoltellata e picchiata, e la sua stanza era stata saccheggiata.
Probabilmente negli anni '80 il serial killer Richard Ramirez, soprannominato il "Night Stalker" alloggiò nell'hotel. Secondo un addetto dell'albergo che sostiene di avergli parlato, Ramirez rimase al Cecil per alcune settimane. Un altro serial killer, l'austriaco Jack Unterweger, alloggiò al Cecil nel 1991. Mentre era lì, strangolò e uccise almeno tre prostitute, per le quali venne condannato in Austria. Si impiccò poco dopo la sua condanna.
Nel 2013, al Cecil è avvenuta la morte di Elisa Lam.

## Nella cultura di massa
Il 27 marzo 1987, la band U2 si esibì in un concerto improvvisato sul tetto di un edificio vicino al Cecil Hotel. La performance, con l'hotel come sfondo, fu registrata e pubblicata come video musicale per il singolo Where the Streets Have No Name.
Il Cecil Hotel ha ispirato anche il film Barton Fink - È successo a Hollywood e la quinta stagione di American Horror Story. Inoltre, l'hotel appare nel video musicale dei Blink-182 "The Rock Show".
La serie televisiva Cacciatori di fantasmi racconta la storia del Cecil Hotel in un episodio speciale chiamato "Ghost Adventures: Cecil Hotel".
Il 13 gennaio 2021, Netflix ha annunciato una docuserie di quattro episodi intitolata Sulla scena del delitto: Il caso del Cecil Hotel (Crime Scene: The Vanishing at the Cecil Hotel), incentrata sulla morte di Elisa Lam. La serie è uscita il 10 febbraio 2021.
L’hotel appare anche in alcune scene della serie 9-1-1 (4ª serie ep. 9-10).